# Doellijntechnologie
Doellijntechnologie is een technologisch hulpmiddel dat gebruikt wordt in het voetbal. Deze technologie met camera's helpt de scheidsrechter om te bepalen of de bal tijdens het spel helemaal over de doellijn ging, met andere woorden of het een doelpunt is of niet.
De technologie is gebaseerd op Hawk-Eye, dat sinds 2007 gebruikt wordt in het tennis. De tennisbal wordt gedurende de hele wedstrijd gevolgd met een speciale camera. Dat werd in 2012 overgenomen in het voetbal. Doellijntechnologie werd in januari van dat jaar voor het eerst getest door de FIFA. Dit gebeurde in twee fasen. De eerste fase was in begin 2012 en de tweede vond plaats tijdens een oefenwedstrijd tussen België en Engeland op 2 juni 2012. De techniek werd ook overgenomen in diverse andere sporten, namelijk volleybal, cricket en snooker. In het basketbal vinden er ook tests plaats.
Later in 2012 werd door de FIFA de technologie ingevoerd in voetbalwedstrijden. Ook in het FIFA-spel 'FIFA 17' werd het toen toegevoegd.